# Boppin'
Boppin' est un jeu vidéo de puzzle développé par Accursed Toys et sorti en 1991 sur DOS, Windows et Amiga.

## Système de jeu
La version Amiga compte de 150 niveau, un éditeur de niveaux et trois niveaux de difficulté.

## Accueil
- PC Player : 62 %[2]